# Zygodontomys
Zygodontomys é um género de roedor da família Cricetidae.

## Espécies
- Zygodontomys brevicauda (J. A. Allen & Chapman, 1893)
- Zygodontomys brunneus Thomas, 1898